# 原國防部綠島感訓監獄
原國防部綠島感訓監獄，又名綠洲山莊，成立於1972年，是臺灣白色恐怖時期關押政治犯的監獄之一，位於台東縣綠島鄉公館村流麻溝2號（今將軍岩20號）。1987年裁撤後，在民主化之下獲得保留，並改建為展覽空間，隸屬文化部國家人權博物館白色恐怖綠島紀念園區。

## 歷史
1970年「泰源事件」發生後，當局決定將政治犯集中綠島監禁管訓，各軍事監獄監獄長一職一律以憲兵官科軍官擔任。1970年9月，總統蔣中正核定以泰源感訓監獄第二、三期工程款，移充興建綠島新監之用，1972年新監完工，名為國防部綠島感訓監獄。:209 4月23日晚上開始，國防部將泰源感訓監獄內的170名政治犯移監，24日下午抵達綠洲山莊。4月29日凌晨，再將警備總部軍法處看守所（俗稱景美看守所）的131名政治犯運送至基隆碼頭，搭乘艦艇至5月2日才抵達綠島山莊。合計關押的政治犯共301人，從泰源感訓監獄移來的住在一區，景美看守所移來的則住在四區，但也有人被關禁在六區，如林水泉、施明德、柯旗化、柏楊、張啟堂、郭振純、陳三旺、陳三興、陳永善、陳明發、黃英武、黃精義、蔡財源、蔡寬裕、鍾謙順等人。:2-4
1975年，蔣中正過世後，中華民國政府頒布減刑條例，政治犯如非共產黨者減其徒刑三分之一，由各監獄長官呈報假釋，致使有許多政治犯提早出獄。1987年，台灣省解嚴，國防部所屬監獄改組，不能再關押非軍人身分的政治犯，當時綠洲感訓監獄只剩不到40名政治犯，這些刑期未滿者移監到法務部設在綠島的綠島監獄（崇德新村），並裁撤國防部綠島感訓監獄。:13

## 組織編制
國防部雖派憲兵司令部管理各軍事監獄，但仍授權臺灣警備總司令部督導節制，首任監獄長為憲兵上校鄭顯亞，之後的黃守中、邱殿川、趙文光亦為憲兵上校。
- 監獄長室：監獄長（上校）、副監獄長（上校）、侍衛士。

- 政戰室：主任（上校）、監察官、政治作戰官、輔導員、保防官、文書士。
- 第一科（行政財務科）：科長（中校）、監獄官、人事官、行政官、文書官、經理補給官、資料管理官、預財官及其他士官。
- 第二科（憲兵科）：科長（中校）、監獄官、監獄士（一個中隊）。
- 通訊組：組長（上尉）、無線電修護官、無線電場務士、有線電話務士、通信兵。[1]:209-210、246-247

## 建築
綠洲山莊建築形式最特別之處為押房四周是高聳的圍牆，圍牆四周設置五座崗哨，哨兵全天24小時輪流監控所有政治犯。圍牆外為行政中心，是監獄長及軍士兵的辦公場所。圍牆內則為政治犯的活動空間，押房為二層樓十字形建築，外型類似綠島椰子蟹，綠島居民故以椰子蟹俗名八卦稱其之「八卦樓」。八卦樓每層劃分四區關押政治犯，二層樓八區共有112間押房。此外，圍牆內尚有禮堂、醫務室及戒護中心等建築。:209

## 感訓教育
關押在綠島感訓監獄的政治犯有紅白之分，紅派贊成中國統一，具有大中國意識，如林書揚、陳明忠等人；白派主張臺灣獨立，具有臺灣意識，如王幸男、黃坤能、楊金海等人。兩派雖然政治立場分明，但彼此仍能表面和諧，互相尊重，惟碰到統獨問題，仍時常針鋒相對。:622政治犯依規定星期一需上政治教育，獄方根據學歷分為初級、高級班，統一在禮堂由國民黨退休將領講授國父遺教、三民主義等課程。星期一也要交一篇心得報告，但政治犯多敷衍了事，如寫「今天心情不好，無從下筆」、「感冒」、「太熱」就交卷。:620
由於獄方政治課程內容貧乏，徒具形式，所以政治犯在押房的大部分時間，皆做自己的事情，如楊碧川回憶許多時間是跟政治犯前輩學習，當時有人教他日文及馬克斯思想，以及借他英文版的柏拉图著作《共和國》，他趴在押房地板利用一個月的時間，把整本書抄了一遍。柏楊則是利用早上吃剩的稀飯，將其塗在報紙上並合併黏成紙板，在狹小的押房空間，每天背靠牆壁坐在地下，在雙膝的紙板上完成《中國人史綱》等書。:299、312、313
雖然如此，獄方非常重視政治犯出獄前所寫的感訓心得，要求出獄前須依照獄方規定寫感訓心得，內容常依官方盼望，將自己寫成痛心自責、擁護領袖的悔過之徒。若獄方認為政治犯思想仍未改造，或找不到保人，則在出獄當天出監獄大門時，重新逮捕，並關進隔壁的綠島地區警備指揮部第六中隊，管訓期限是三年，但可多次延長，導致有人囚禁二十餘年，獄方常常警告政治犯：「我沒辦法教你出獄，但我有辦法教你坐牢做到死」。:319-320

## 外部連結
- 國家人權博物館 （页面存档备份，存于）
- 不義遺址資料庫—原國防部綠島感訓監獄 （页面存档备份，存于）
- 國家文化資產網—綠洲山莊（國防部感訓監獄） （页面存档备份，存于）